# Quinto Corélio Rufo
Quinto Corélio Rufo (em latim: Quintus Corellius Rufus; 31–98 (67 anos)) foi um senador romano nomeado cônsul sufecto para o nundínio de setembro a outubro de 78 com Lúcio Funisulano Vetoniano. É conhecido por ter sido mentor de Plínio, o Jovem, que o citou afetuosamente em várias de suas cartas indicando que com frequência se aconselhava com ele. Em uma delas, Plínio conta as palavras de Rufo à sua filha em seu leito de morte sobre si mesmo: "Por causa de uma vida longa, pude angariar muitos amigos para você, mas sobretudo Segundo [Plínio] e Cornuto,

## Carreira
Como Plínio conta que Corélio Rufo morreu aos 67 anos, é possível estimar que ele teria nascido em 30 ou 31, uma vez que a epístola na qual ele conta o evento é datada entre 97 e 98. Pouco se sabe sobre sua vida antes de seu consulado. O único incidente relatado deste período é que ele teria contraído gota aos 32, o que levou Plínio a acreditar que a doença era hereditária. Rufo tratava sua condição através de dietas e de uma "vida virtuosa" em sua juventude, mas a doença piorou em sua velhice, acometendo todo o seu corpo e não apenas as suas pernas.
Depois do consulado, Rufo serviu como legado imperial da Germânia Superior entre 79 e 84. Depois, seja por sua doença ou por uma antipatia de Domiciano, Rufo se retirou da vida pública. Plínio deixa claro que ele odiava o imperador: certa vez, durante uma visita, Rufo, preso em sua cama e sofrendo, lhe confidenciou: "Por que você acha que eu aguentei essa maldita dor por tanto tempo? Eu quer viver mais do que aquele patife". Plínio estava convencido de que se Rufo estivesse com a saúde melhor, ele certamente teria participado do complô para assassinar o imperador.
Depois da morte de Domiciano, Rufo retornou à vida pública e Plínio com frequência se aconselhava com ele. Durante uma discussão sobre jovens romanos com potencial perante o imperador Nerva, diversas pessoas elogiaram Plínio. Rufo comentou que ele próprio estava evitando elogiá-lo "por que ele não faz nada sem se aconselhar comigo". Plínio também conta que, embora ele não tenha buscado o conselho de Rufo antes de processar o delator Publício Certo no Senado, ele contou-lhe com antecedência os seus planos.
Nerva nomeou Rufo para uma comissão encarregada de comprar e alocar terras para aliviar as condições dos pobres de Roma, o que ele fez com a ajuda de um certo Cláudio Polião.
Acometido de dores insuportáveis, Corélio Rufo se suicidou deixando de se alimentar apesar dos apelos de sua família e amigos. Plínio escreveu em uma de suas epístolas a Caléstrio Tirão que nem ele conseguiu mudar a cabeça do velho Rufo "pois sua decisão de morrer já havia endurecido mais e mais inflexivelmente". Ele termina a carta implorando para que o amigo que lhe enviasse algum consolo que fosse original, "pois as condolências que eu ouvi e li e que chegaram a mim sem convite não se comparam a este grande luto".

## Família
Rufo se casou com Hispula, cujo nome indica uma relação com uma gente pouco comum. Ronald Syme fornece uma lista do punhado de nomes conhecidos da família, lembrando que a tia da segunda esposa dele era chamada Calpúrnia Hispula. Os dois tiveram apenas uma filha conhecida, Corélia Hispula, que também era parte do círculo de amizades de Plínio; ela foi a primeira esposa de Lúcio Nerácio Marcelo, cônsul sufecto em 95 e cônsul em 129, com quem teve um filho, Lúcio Cornélio Nerácio Pansa, cônsul em 122.